# Laura Bitto
Laura Bitto (Roma, ...) è una cantante italiana.

## Biografia
Nata a Roma a inizio anni '60, nel 1981 si diploma Miss Teenager e si fa notare in ambienti di moda e di danza. Successivamente tenta la carriera musicale e comincia a incidere alcuni singoli dal 1984, orientandosi verso lo stile pop Italo disco e venendo prodotta dal produttore romano Costantino Paolini, con gli arrangiamenti curati alle volte da Piero Calabrese e Claudio Gizzi. 
Il singolo che si distingue di più è "Figli dell'immagine" del 1985, promosso dalla cantante partecipando a vari festival musicali di quell'anno, che racconta la nuova gioventù moderna.
Negli anni successivi le varie etichette tentano ancora di lanciarla, producendo addirittura due maxi-dischi e sperando che potesse compere con l'emergente Sabrina Salerno, ma tali canzoni non otterranno il successo sperato e lei si ritirerà dalle scene.

## Discografia
- 1984 - Trinidad/Tre volte al dì
- 1985 - Figli dell'immagine/Figli dell'Immagine (Strumentale)
- 1986 - Voglia di blu/Come va
- 1988 - Italian boys do it better
- 1989 - Mephisto